# Kundziņsala
Kundziņsala est une  île et un quartier du fleuve Daugava à Riga, la capitale de la Lettonie . Le quartier fait partie du district du Nord de Riga.

## Présentation
L'île de Kundzinsala est la deuxième plus grande île de Riga après l'île Buļļu sala. 
Kundzinsala est principalement une zone industrielle. Il y a de petits lacs sur l'île dont l'eau est propice à la baignade.
L’île correspond au quartier Kundzinsala du district nord, qui comprend la partie Rutku sala de la ville de Riga. 
Le quartier de Kundziņsala est situé sur la rive droite du Daugava, légèrement au nord de la partie centrale de Riga. Par voie terrestre, grâce à des liaisons par pont, il borde les quartiers de Sarkandaugava et Pētersalas-Andrejsalas, par voie maritime, il borde également les quartiers de Vecmīlgrāvja et Voleru.
Il est principalement couvert par la zone industrielle liée au commerce maritime. Cependant, il y a 468 résidences permanentes (selon les statistiques de 2010).

## Étymologie
Le nom Kundziņsala signifie  en letton «l'île des nobles».

## Transport
La seule voie de transport en commun vers l'île est le tramway n ° 3 de Rīgas Satiksme (ancien bus n ° 33). Il y a deux ponts reliant Kundziņsala avec la partie continentale  du  quartier Sarkandaugava .

## Galerie

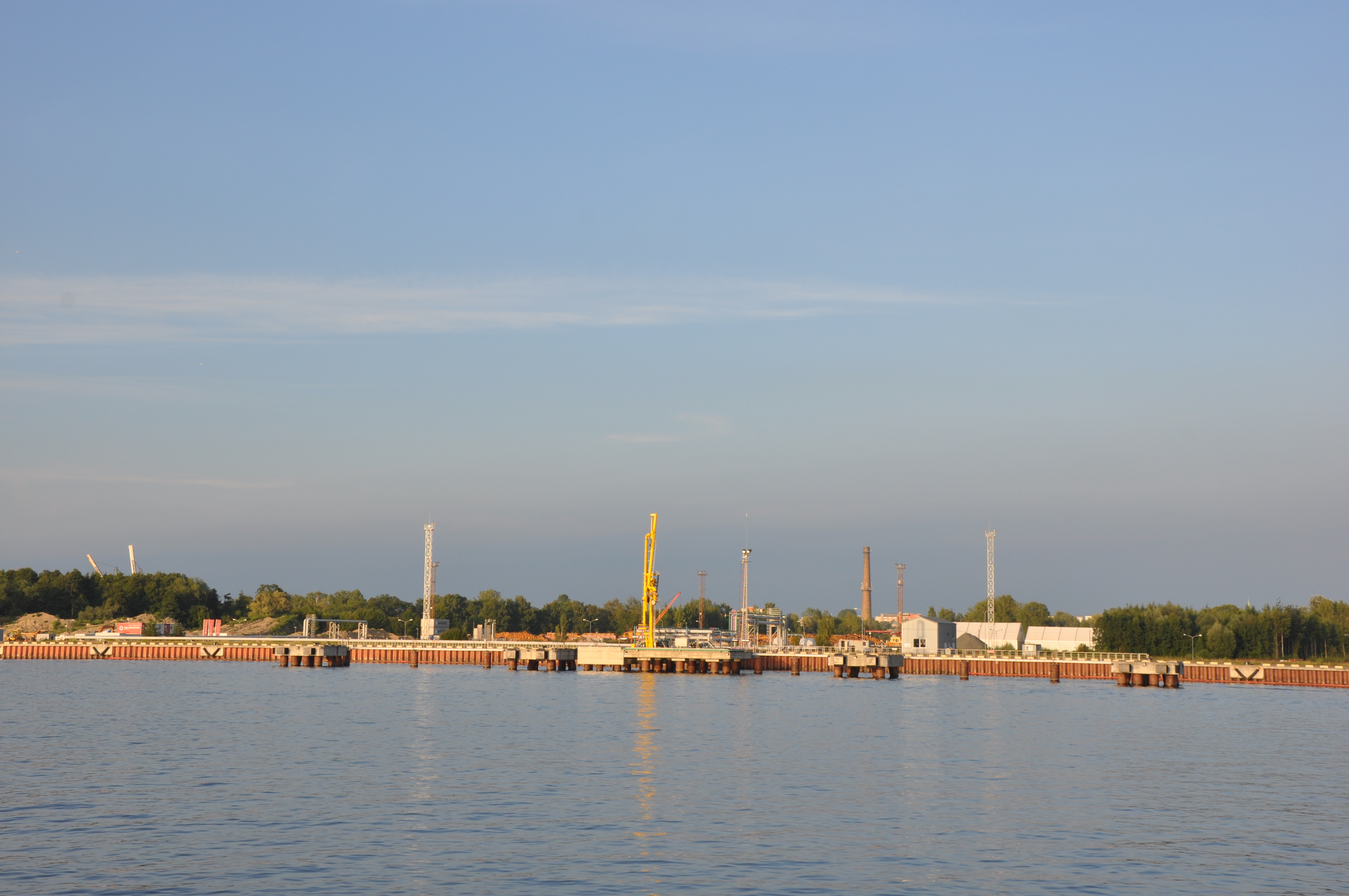
Vue du Daugava.
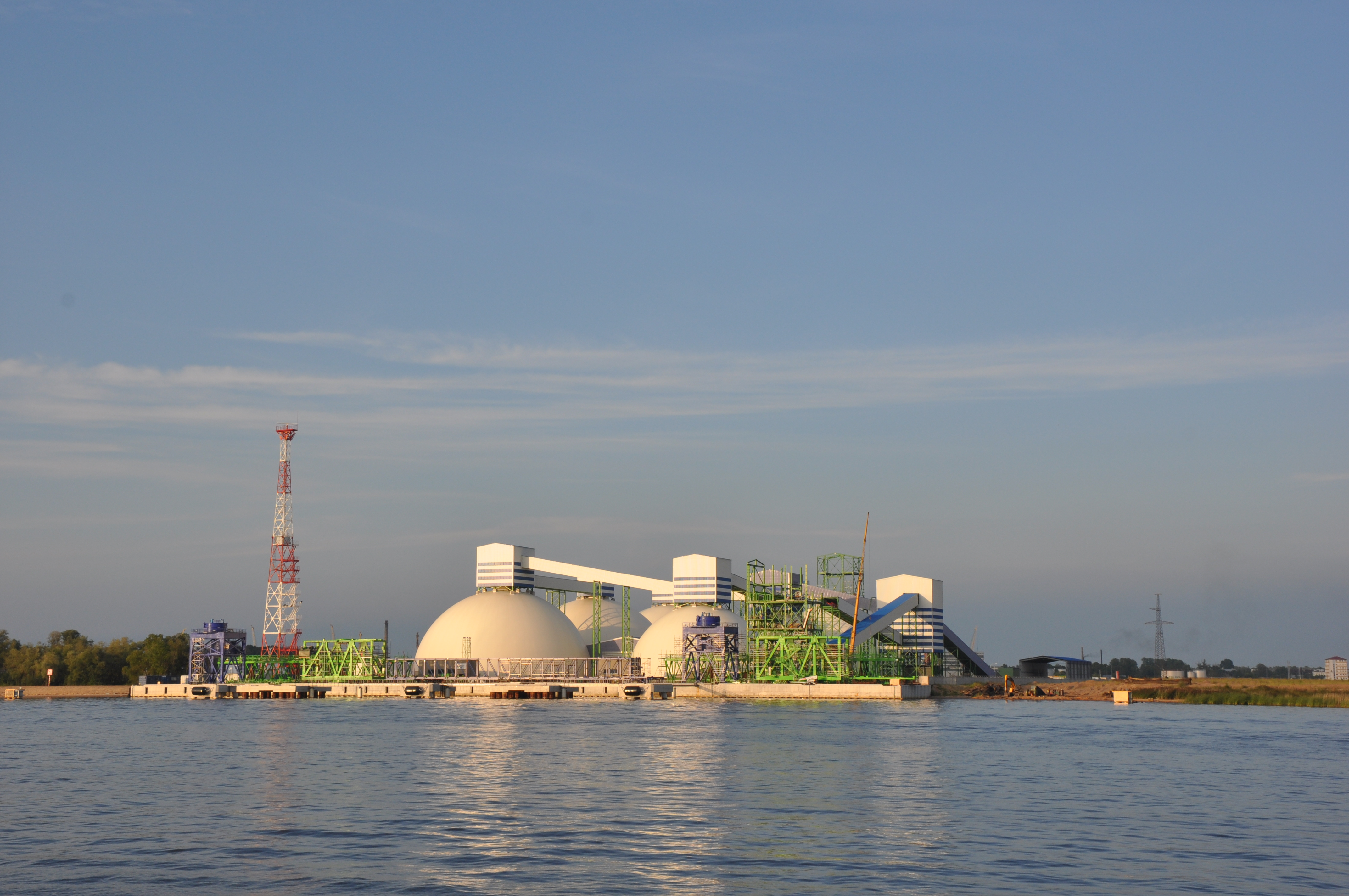
Terminal d'engrais minéraux
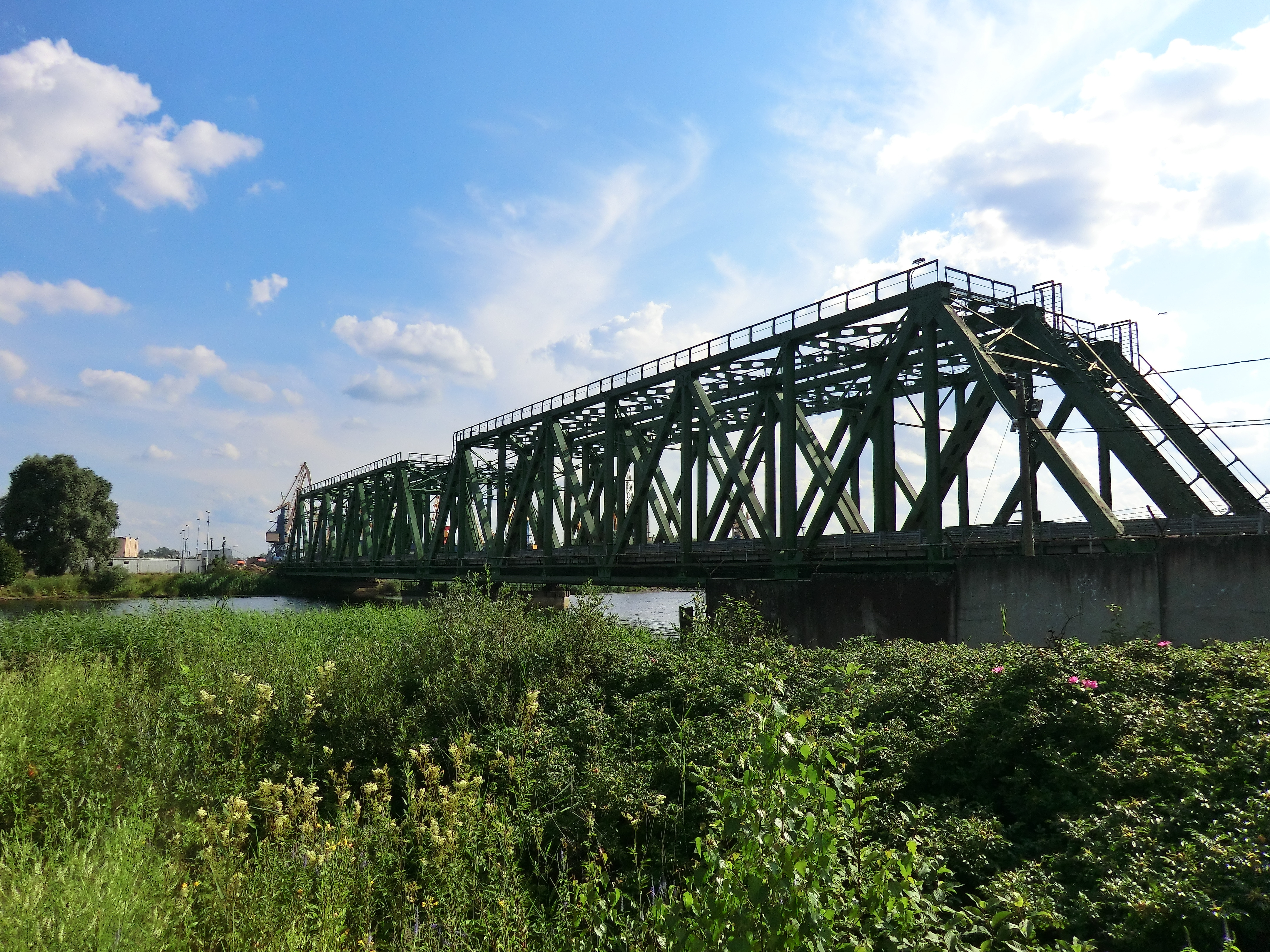
Pont vers Kundziņsala.

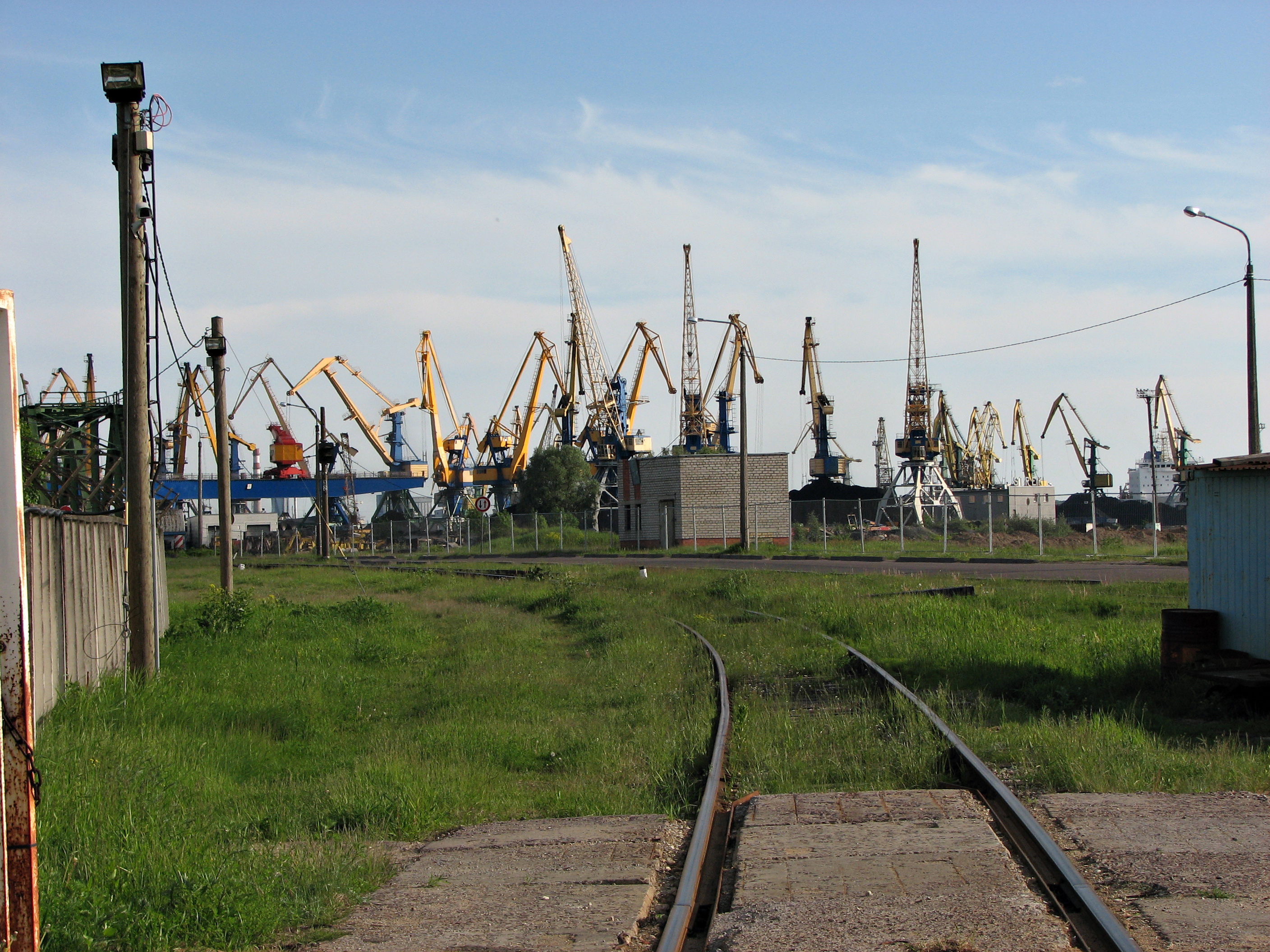
Vue du port.
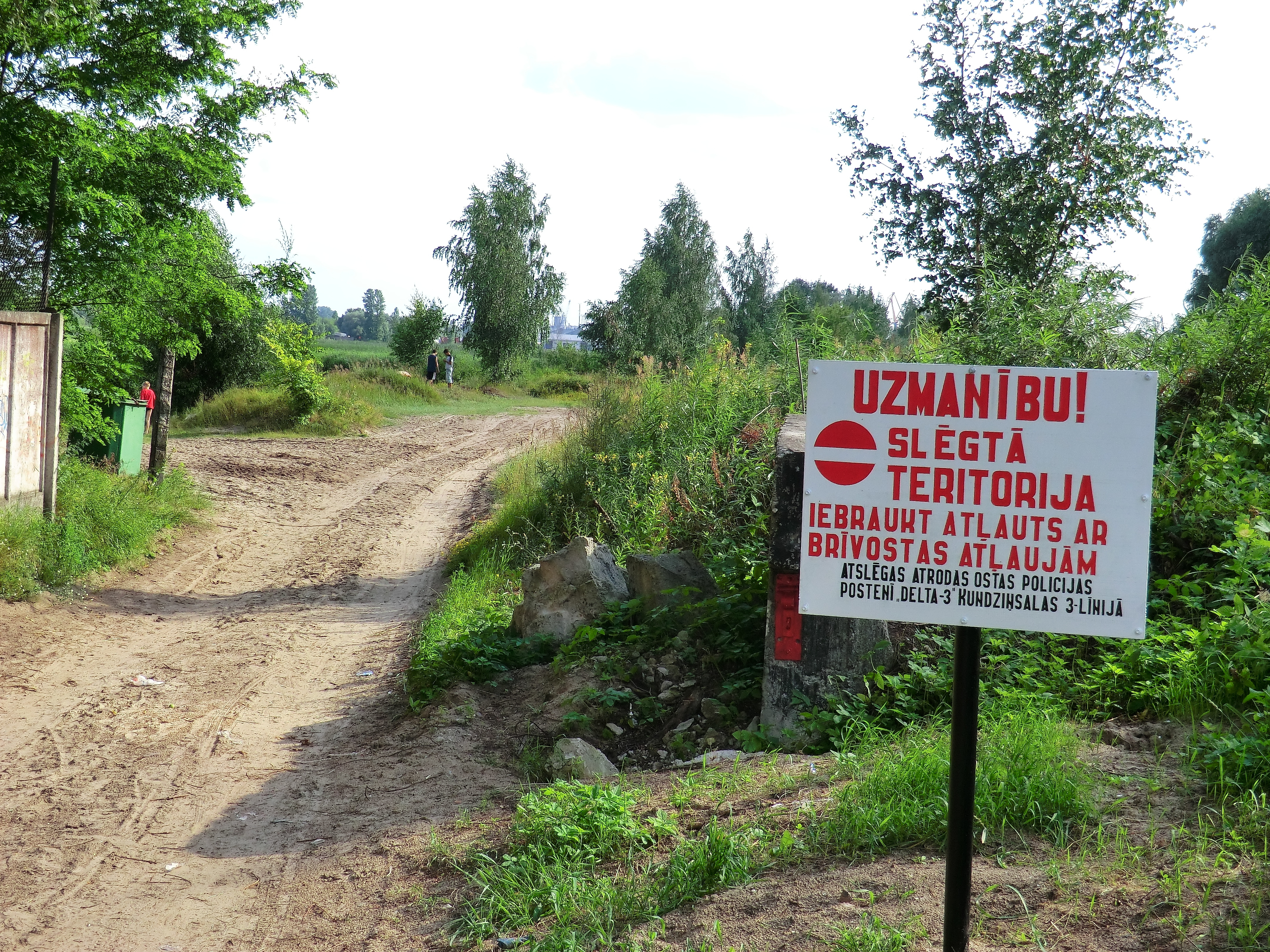
Territoire du port franc.
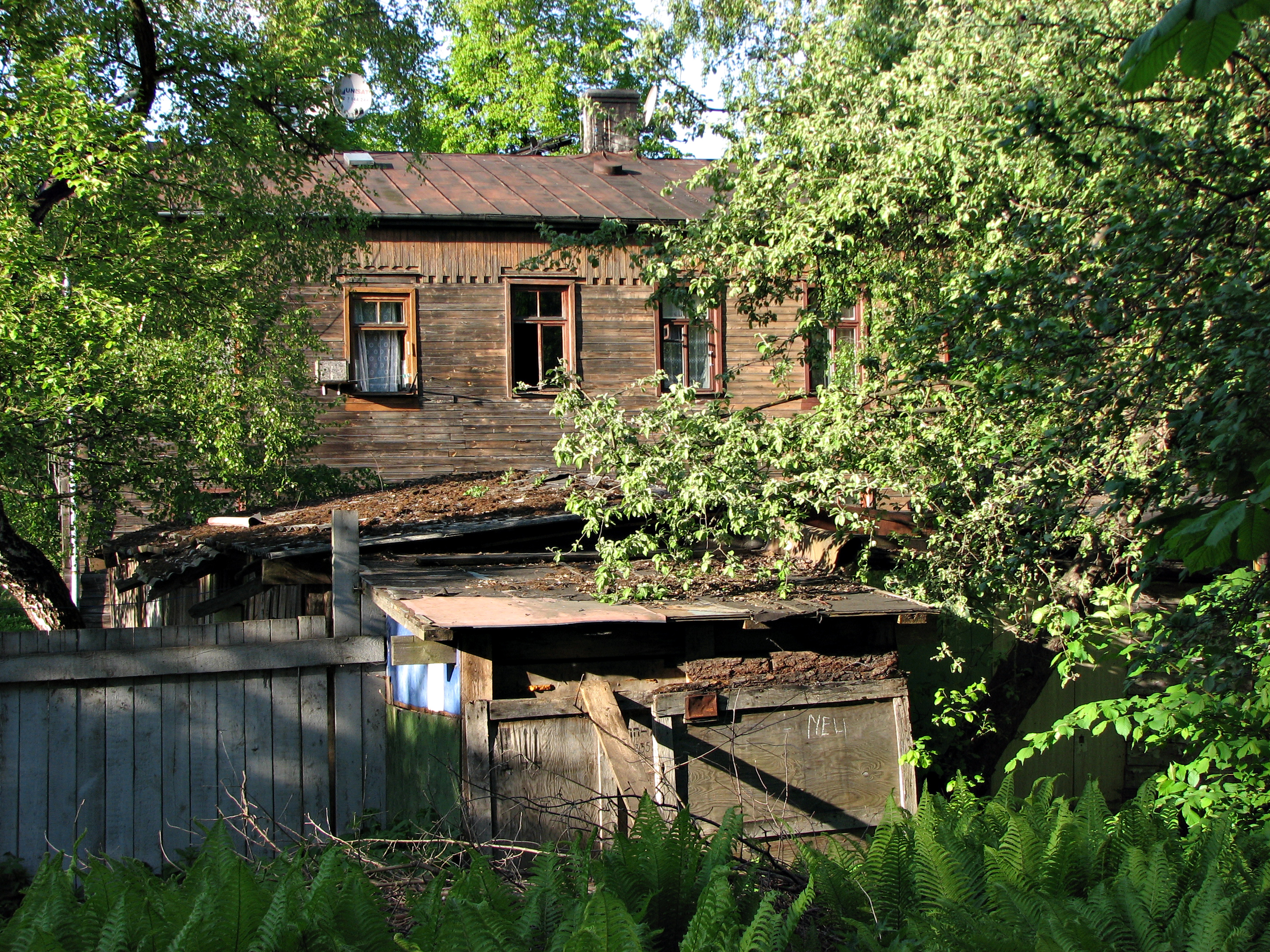
Construction en bois.